# 에도말
에도말(일본어: 江戸言葉 에도고토바[*])은 에도벤, 시타마치 고토바라고도 하며, 에도의 동쪽 시타마치에서 사용된 에돗코(에도 토박이)들이 쓰는 말씨다. 수도 토박이의 말이라는 점 때문에 서울말과 비슷한 것으로 이해하기 쉬우나, 도쿄의 도시확장이후 도쿄로 편입된 지역민들은 스스로를 에돗코라고 자칭하지 않으며, 그들의 말도 에도말이라고 하지 않는 엄격한 구별이 있다. 또한 에도의 시타마치는 전통적으로 상인과 서민 주거지역이기 때문에 현대 일본공통어의 바탕이 된 도쿄말과도 차이가 있다. 에도 시대를 그린 시대극 등에서 많이 사용된다.
발음상의 특징으로는 다음과 같은 것들이 있다.
- 'ひ(히)'가 구개음화되어 'し(시)'처럼 소리난다. 이는 우리말에서 '형님' → '성님', '힘' → '심'으로 발음나는 현상과 같은 것이다.
  - 東(ひがし;히가시) → (しがし;시가시)
  - 百(ひゃく;햐쿠) → (しゃく;샤쿠)

- あ행 + い가 가 え행의 장음으로 바뀐다. 특히 이것은 현대 젊은이들이 많이 사용하는 속어적 느낌의 구어체에 상당부분 반영되어 있다.
  - うるさい/우루사이 →うるせぇ/우루세ー (시끄럽다)